# Coppa Italia 2017-2018 (pallamano femminile)
La Coppa Italia di pallamano 2017-2018 è la 27ª edizione della coppa nazionale di pallamano femminile.

## Formula
Il torneo si disputa con la formula delle Final Eight. Le otto squadre ammesse sono le prime otto classificate al termine della stagione regolare della Serie A1 2017-18. Qualora la società ospitante non rientrasse fra le prime otto classificate, saranno qualificate alla competizione solo le prime sette.

## Squadre partecipanti
- 1º stagione regolare:  PDO Salerno
- 2º stagione regolare:  Amatori Conversano
- 3º stagione regolare:  Casalgrande
- 4º stagione regolare:  Cassano Magnago
- 5º stagione regolare:  Oderzo
- 6º stagione regolare:  Dossobuono
- 7º stagione regolare:  Leonessa Brescia
- 8º stagione regolare:  Estense Ferrara

## Risultati

### Tabellone
|  | Quarti di finale   | Quarti di finale   |                    |            | Semifinali                | Semifinali                |  |  | Finale | Finale |
|  |                    |                    |                    |            |                           |                           |  |  |        |        |
|  |                    |                    |                    |            |                           |                           |  |  |        |        |
|  |                    |                    |                    |            |                           |                           |  |  |        |        |
|  | PDO Salerno        | 22                 |                    |            |                           |                           |  |  |        |        |
|  | PDO Salerno        | 22                 |                    |            |                           |                           |  |  |        |        |
|  | Estense Ferrara    | 12                 |                    |            |                           |                           |  |  |        |        |
|  | Estense Ferrara    | 12                 | PDO Salerno        | 18         |                           |                           |  |  |        |        |
|  |                    |                    | PDO Salerno        | 18         |                           |                           |  |  |        |        |
|  |                    | Oderzo             | 20                 |            |                           |                           |  |  |        |        |
|  | Cassano Magnago    | Oderzo             | 20                 | 36         |                           |                           |  |  |        |        |
|  | Cassano Magnago    |                    |                    | 36         |                           |                           |  |  |        |        |
|  | Oderzo             | 37                 |                    |            |                           |                           |  |  |        |        |
|  | Oderzo             | 37                 | Oderzo             | 23         |                           |                           |  |  |        |        |
|  |                    |                    | Oderzo             | 23         |                           |                           |  |  |        |        |
|  |                    | Amatori Conversano | 26                 |            |                           |                           |  |  |        |        |
|  | Amatori Conversano | Amatori Conversano | 26                 | 26         |                           |                           |  |  |        |        |
|  | Amatori Conversano |                    |                    | 26         |                           |                           |  |  |        |        |
|  | Leonessa Brescia   | 14                 |                    |            |                           |                           |  |  |        |        |
|  | Leonessa Brescia   | 14                 | Amatori Conversano | 32         | Finale per il terzo posto | Finale per il terzo posto |  |  |        |        |
|  |                    |                    | Amatori Conversano | 32         | Finale per il terzo posto | Finale per il terzo posto |  |  |        |        |
|  |                    | Dossobuono         | 26                 |            |                           |                           |  |  |        |        |
|  | Casalgrande        | Dossobuono         | 26                 | 22         | PDO Salerno               | 33                        |  |  |        |        |
|  | Casalgrande        |                    |                    | 22         | PDO Salerno               | 33                        |  |  |        |        |
|  | Dossobuono         | 26                 |                    | Dossobuono | 24                        |                           |  |  |        |        |
|  | Dossobuono         | 26                 |                    |            | 24                        |                           |  |  |        |        |
|  |                    |                    |                    |            |                           |                           |  |  |        |        |
|  |                    |                    |                    |            |                           |                           |  |  |        |        |

### Tabellone 5º-8º posto
|  | Semifinali 5º-8º posto | Semifinali 5º-8º posto | Semifinali 5º-8º posto |                  |                 | Finale 5º posto | Finale 5º posto | Finale 5º posto |  |
|  |                        |                        |                        |                  |                 |                 |                 |                 |  |
|  | Cassano Magnago        | Cassano Magnago        | 23                     |                  |                 |                 |                 |                 |  |
|  | Cassano Magnago        | Cassano Magnago        | 23                     |                  |                 |                 |                 |                 |  |
|  | Estense Ferrara        | Estense Ferrara        | 24                     |                  |                 |                 |                 |                 |  |
|  | Estense Ferrara        | Estense Ferrara        | 24                     |                  | Estense Ferrara | Estense Ferrara | 18              |                 |  |
|  |                        |                        |                        |                  | Estense Ferrara | Estense Ferrara | 18              |                 |  |
|  |                        |                        | Leonessa Brescia       | Leonessa Brescia | 23              |                 |                 |                 |  |
|  | Casalgrande            | Casalgrande            | Leonessa Brescia       | Leonessa Brescia | 23              | 20              |                 |                 |  |
|  | Casalgrande            | Casalgrande            |                        |                  |                 | 20              |                 |                 |  |
|  | Leonessa Brescia       | Leonessa Brescia       | 21                     |                  |                 | Finale 7º posto | Finale 7º posto | Finale 7º posto |  |
|  | Leonessa Brescia       | Leonessa Brescia       | 21                     |                  |                 |                 |                 |                 |  |
|  |                        |                        |                        |                  |                 |                 |                 |                 |  |
|  |                        |                        |                        |                  |                 | Cassano Magnago | Cassano Magnago | 19              |  |
|  |                        |                        |                        |                  |                 | Cassano Magnago | Cassano Magnago | 19              |  |
|  |                        |                        |                        |                  |                 | Casalgrande     | Casalgrande     | 20              |  |

#### Finale
| Arbitri: | Ciro Cardone Luciano Cardone (Napoli) |

|                                           |           |                                                           |
| Duran 10 Colombo 5 Gherlenda 4 Pugliese 4 | Marcatori | Barani 6 Babbo 6 Ganga 5 Losio 4 Di Pietro 3 Stefanović 2 |